# Franz Anton Schubert
Franz Anton Schubert (* 20. Juli 1768 in Dresden; † 5. März 1824 ebenda) war ein deutscher Kirchenkomponist und Instrumentalist an der Katholischen Hofkirche Dresden.

## Leben

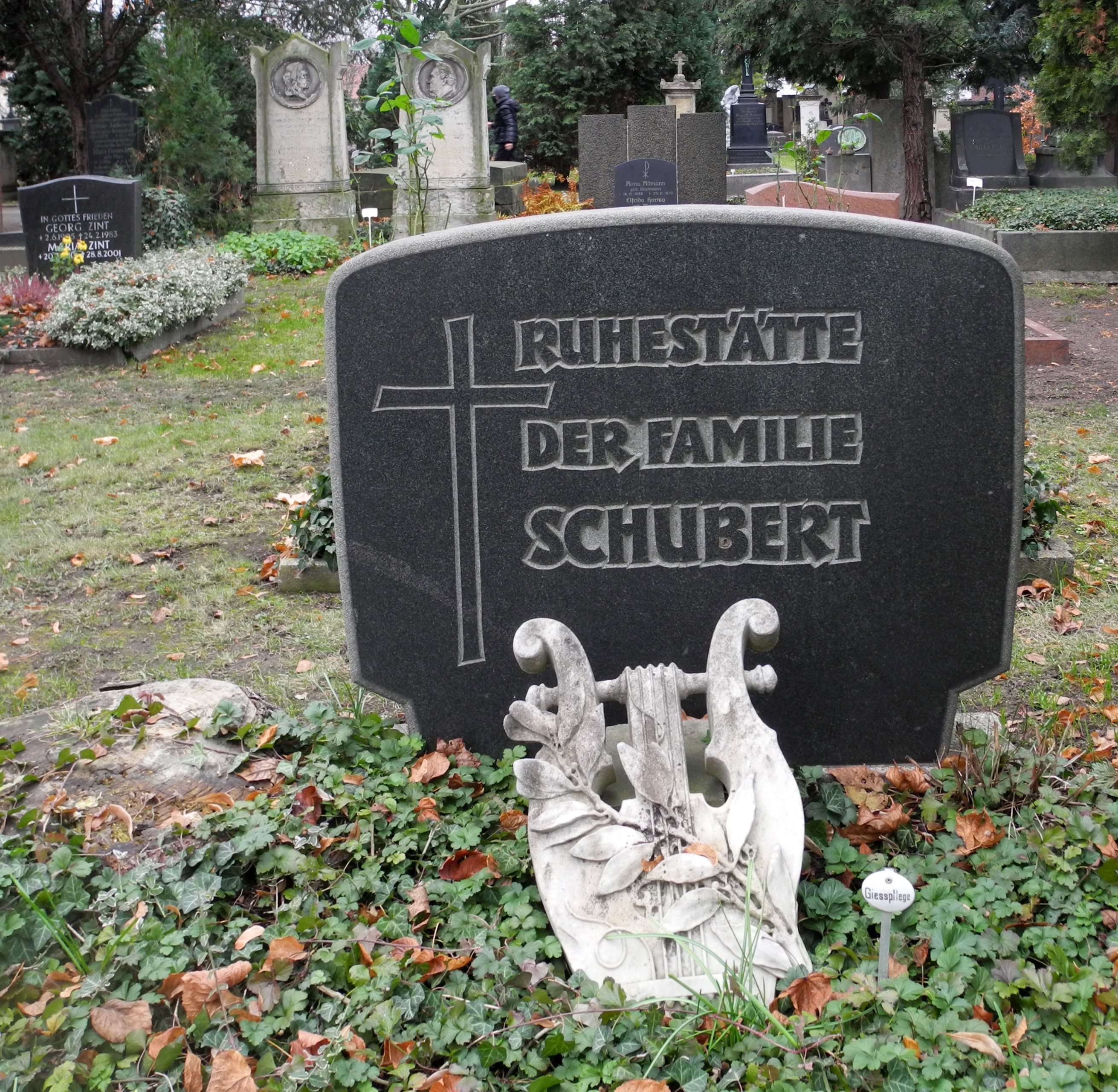
Grab Schuberts auf dem Alten Katholischen Friedhof in Dresden

Ab 1786 Kontrabaßspieler, ab 1807 Musikmeister an der Sächsischen Hofkapelle, bekleidete Schubert auch noch neben Carl Maria von Weber ab 1817 eine geachtete Stellung. Neben Kirchenwerken hat er auch Freimaurermusik geschrieben – seit 1811 war er Mitglied der Dresdner Freimaurerloge Zum goldenen Apfel. Als ihm der Verlag Breitkopf & Härtel 1817 versehentlich Franz Schuberts Erlkönig-Manuskript mit einem Ablehnungsbescheid zusandte, verwahrte er sich gegen die vermeintliche Autorschaft an diesem Werk. Schubert wurde in der Familiengrabstätte auf dem Alten Katholischen Friedhof in Dresden beigesetzt. Der Grabstein wurde durch einen modernen Stein ersetzt. Eine steinerne Lyra, die Teil des ursprünglichen Grabdenkmals war, liegt auf dem Boden des Grabs und erinnert an die Musikerfamilie.
Sein gleichnamiger Sohn wurde auch unter dem Namen François Schubert als Komponist bekannt.

## Werke
- Die Lebensgefährten. Lied nach einem Text von Adolf Ernst von Nostlitz
- Die beiden Galeeren-Sclaven oder Die Mühle von Saint-Aldervon. Oper mit Libretto von Carl Gottfried Theodor Winkler. Uraufführung 1823

## Nachlass
Der Nachlass von Franz Anton Schubert wird in der Sächsischen Landesbibliothek – Staats- und Universitätsbibliothek Dresden aufbewahrt (Signatur: Mus.4172-…). Er enthält eigene Kompositionen (Umfang: ca. 200 Katalognummern), die größtenteils autograph überliefert sind.